# Mangonia Park
Mangonia Park è un comune degli Stati Uniti d'America, situato in Florida, nella Contea di Palm Beach.

## Infrastrutture e trasporti
Il comune è servito dal servizio ferroviario suburbano Tri-Rail.